# Edición diplomática
La edición diplomática es un tipo de edición de textos que busca la simple transcripción del texto original, en la medida en que lo permitan los caracteres tipográficos existentes. Una edición diplomática pura debe respetar todas las particularidades del texto, incluyendo los errores evidentes. En la medida en que el editor introduzca algunas correcciones o modificaciones en el original, la edición diplomática puede convertirse en una edición interpretativa. 
En las ediciones diplomáticas el editor utiliza una serie de convenciones para informar de las características del texto original:
- Una barra inclinada (/) o una pleca (|), para indicar el cambio de línea de o página.
- Indicaciones sobre el número y la cara de folio del original, generalmente en la forma [fol. 1r] -folio 1 recto- o [fol. 1v] -folio 1 verso.
- Puntos suspensivos (...), generalmente entre corchetes ([]), para indicar fragmentos que resultan ilegibles.

En el caso de textos en español antiguo, la edición tipográfica debe respetar las particularidades ortotipográficas del texto original, en particular usos como el signo tironiano (τ) con función de conjunción copulativa -por ejemplo, pan τ vino (pan y vino)-, la ese alta (ſ) como alógrafo de la ese -por ejemplo, fueſse (fuesse) -, la virgulilla (~) como abreviatura de la ene, colocada sobre la letra anterior -por ejemplo, cãto (canto)-, etc. 
La edición diplomática no debe confundirse con la edición facsimilar, pues esta consiste en una reproducción fotográfica del original, mientras que la diplomática realiza una transcripción. Tampoco debe ser confundida con la edición crítica, pues esta busca reconstruir, a partir de todos los testimonios textuales existentes, el texto tal como salió de la pluma del autor, por lo que el editor realiza correcciones y elige entre variantes distintas, mediante las técnicas de la collatio y la recensio, mientras que la edición diplomática lo es de un solo testimonio sobre el que el editor no realiza modificaciones. 
Una variante de la edición diplomática es la edición sinóptica, en la cual se realizan ediciones diplomáticas de todos los testimonios textuales de una determinada obra, disponiéndolas generalmente en columnas paralelas o en páginas contrastadas.